# Julio Nazareno
Julio Salvador Nazareno (La Rioja, 27 de mayo de 1936-Buenos Aires, 28 de noviembre de 2019) fue un abogado y juez argentino. Se desempeñó como miembro de la Corte Suprema de Justicia de la Nación Argentina entre 1990 y 2003, siendo presidente de la misma a partir de 1993, excepto por un breve intervalo en 1994, cuando la presidencia fue ejercida por el Dr. Ricardo Levene. Renunció a su cargo en 2003 cuando la Cámara de Diputados inició el procedimiento del juicio político para removerlo por mal desempeño de su cargo.

## Biografía
De raíces catamarqueñas, hizo sus estudios secundarios en el Colegio La Salle, de la ciudad de Córdoba. Sus estudios universitarios los hizo en la Universidad Nacional de Córdoba, recibiéndose de abogado en 1965.
Se casó con Beatriz Matavos, con quien tuvo cuatro hijos. Trabajó en el Ministerio Público de La Rioja durante más de veinticinco años consecutivos. Trabajó también como subsecretario de Asuntos Municipales, en 1967, y también fue jefe general de la Policía en su ciudad natal.
Entre los años 1969 y 1970 fue intendente de la Ciudad de La Rioja, entre 1970 y 1972, representante de los ministerios públicos y, por último, entre 1986 y 1990 fue juez del Tribunal Superior de Justicia de su provincia natal. Aparte de sus cargos públicos, fue socio de Eduardo Menem, hermano del presidente Carlos Saúl Menem (1989-1999), en el estudio jurídico que poseía.
Fue designado ministro de la Corte Suprema de Justicia en 1990, por el presidente Menem, cuando este amplió el número de jueces de la misma de cinco a nueve. El 21 de diciembre de 1993 fue elegido presidente interino del tribunal, cargo que desempeñó hasta mayo de 1994, continuando en el Tribunal hasta noviembre de ese año, en que nuevamente fue designado presidente de la Corte, cargo que conservó hasta el 27 de junio de 2003 en que renunció cuando ya estaba en marcha en la Cámara de Diputados el proceso de un juicio político por mal desempeño en su contra. Posee el quinto puesto en récord de permanencia en dicho cargo, detrás de Antonio Bermejo, Roberto Repetto, Benjamín Paz y José Benjamín Gorostiaga.

## Críticas
Fue duramente criticado durante su permanencia en el cargo por la oposición y sectores internos del Partido Justicialista que lo acusaban de formar parte de una "mayoría automática" a favor de los intereses del gobierno de Menem. Sin embargo, muchos de los fallos dictados durante su presidencia han pasado al canon del derecho constitucional argentino.